# Traductique
La traductique est l'ensemble des principes du traitement automatique de la traduction et des applications utilisées par le traducteur (logiciels de traitement de texte, bases de données ou logiciels de terminologie, aides à la correction, banques de textes, bitextes et concordanciers, mémoires de traduction, dépouilleurs terminologiques, logiciels de traduction automatique, etc.)